# Julie De Wilde
Julie De Wilde (Gand, 8 dicembre 2002) è una ciclista su strada, ciclocrossista e pistard belga che corre per i team Fenix-Deceuninck (strada) e Crelan-Fristads (cross).

## Palmarès

### Strada
- 2019 (Juniores)

Campionati belgi, Prova a cronometro Junior
3ª tappa Watersley Ladies Challenge (Sittard > Sittard)
- 2022 (Plantur-Pura, due vittorie)

Konvert Kortrijk Koerse
Grisette Grand Prix de Wallonie
- 2023 (Fenix-Deceuninck, una vittoria)

Diamond Tour

### Ciclocross
- 2018-2019 (Juniores)

Campionati belgi, Junior
- 2019-2020 (Juniores)

Campionati belgi, Junior

### Pista
- 2019 (Juniores)

Campionati belgi, Inseguimento individuale Junior

## Piazzamenti

### Grandi Giri
- Tour de France

2022: 46ª
2023: 82ª
2024: 86ª

### Competizioni mondiali
- Campionati del mondo su strada

Yorkshire 2019 - Cronometro Junior: 13ª
Yorkshire 2019 - In linea Junior: 2ª
Wollongong 2022 - Staffetta mista: 8ª
Wollongong 2022 - In linea Under-23: 8ª
Wollongong 2022 - In linea Elite: 34ª
Glasgow 2023 - Cronometro Under-23: 3ª
Glasgow 2023 - Cronometro Elite: 17ª
Glasgow 2023 - In linea Under-23: 4ª
Glasgow 2023 - In linea Elite: 35ª
Zurigo 2024 - Cronometro Under-23: 3ª
Zurigo 2024 - Cronometro Elite: 22ª
Zurigo 2024 - In linea Elite: 79ª
- Campionati del mondo di ciclocross

Dübendorf 2020 - Junior: 10ª
Ostenda 2021 - Under-23: 18ª

### Competizioni europee
- Campionati europei su strada

Alkmaar 2019 - Cronometro Junior: 14ª
Alkmaar 2019 - In linea Junior: 5ª
Plouay 2020 - Cronometro Junior: 7ª
Plouay 2020 - In linea Junior: 10ª
Trento 2021 - Cronometro Under-23: 9ª
Trento 2021 - In linea Under-23: 23ª
Drenthe 2023 - Cronometro Under-23: 6ª
Drenthe 2023 - In linea Under-23: 21ª
Limburgo 2024 - In linea Under-23: 19ª
- Campionati europei di ciclocross

Silvelle 2019 - Junior: 16ª
Drenthe-Col du VAM 2021 - Under-23: 16ª
- Campionati europei su pista

Gand 2019 - Inseguimento ind, Junior: 9ª
Fiorenzuola d'Arda 2020 - Inseg. ind. Junior: 3ª